# مشروع سكام
مشروع العفن (سكام) Project SCUM هو عبارة عن خطة اقترحت في عام 1995 لبيع السجائر من قبل شركة ار جي رينولدز للتبغ لأعضاء "أسلوب الحياة البديل" في مناطق سان فرانسيسكو، وبخاصة عدد كبير من الأشخاص المثليين في حي كاسترو والأشخاص المشردين في تندرلوين. يشير الاختصار "سكام" رسميًا إلى "التسويق الحضري للثقافة الفرعية". ربما نظرًا للطبيعة الهجومية لعلامتها التجارية، تم تغيير اسم الخطة التسويقية لاحقًا إلى مشروع العجين المختمر "Sourdough". 

## المشروع
شنت حملة مكافحة التدخين تحت اسم "الحقيقة" هجومًا على شركة ار جي رينولدز لمشروع سكام معتبرة أنها لم تظهر فقط تقنيات التسويق الخبيثة المعتادة للتبغ ولكنها أضافت إليها ازدراءً صريحًا أو حتى كراهية للأشخاص الذين كانت تحاول تسويق منتجاتها لهم. ذكرت منشورة سان فرانسيسكو الأسبوعية SF:

"إنها جريمة كراهية بكل وضوح وبساطة"، قالت كاثلين ديبولد، مديرة مشروع موتنر للمثليات المصابات بالسرطان في واشنطن العاصمة. "ماذا تسمي الأمر عندما يعتبر مجموعة من الشواذ والمثليات على أنهم 'عفن'، ثم تستهدفنا بشيء يقتلنا؟"
كريس دالي، مشرف سان فرانسيسكو الذي يمثل حي تندرلوين، مستاء بنفس القدر. "إنها عنصرية، إنها تمييز طبقي، إنها قمعية للوقت. ومن المحبط حقًا أن نسمع ذلك. ولكن لا يمكنني قول أنني مندهش. دائمًا ما تكون الجماعات ذات الدخل المنخفض والأشخاص من ذوي الألوان مُحتقرين وموضع استغلال. ومن الواضح أن شركات التبغ تشعر أنها يمكنها كسب المال من مصائب الآخرين."
أظهرت وثائق مشروع سكام في ضوء قرار قضائي أجبرت بموجبه شركة ار جي رينولدز على تسليمها خلال الدعوى القضائية لولاية كاليفورنيا ضد شركات التبغ. جذب تسويق شركة ار جي رينولدز في التسعينات لعلامتيها التجاريتين للسجائر كامل وونستون انتباه المحامين الذين يمثلون مدن ومقاطعات كاليفورنيا. سلط مشروع سكام الضوء كيف كانت شركات التبغ في التسعينات تستهدف الشبان ليصبحوا مدخنين مدى الحياة.
كانت كشفت عن مشروع سكام واحدة من سلاسل الأدلة التي تضمن استمرار الدعاوى القضائية المتعلقة بمكافحة التبغ. في عام 1998، جاء قرار تسوية الدعوى القانونية في اتفاق التسوية الرئيسي بين أكثر من 40 مدعيًا عامًا للولاية وصناعة التبغ.

## انظر المزيد
- Truth Initiative
- عملية بيركشاير
- الحقيقة (حملة مكافحة التبغ)
- Tobacco_Master_Settlement_Agreement

## روابط خارجية
- "Tobacco company's internal document detailing Project SCUM". Anne Landman's Collection. Archived from the original on July 27, 2014.
- American Legacy Foundation's statement on Project SCUM
- Gay and Lesbian Medical Association's statement on Project SCUM